# Christoph Helwig (Philologe)

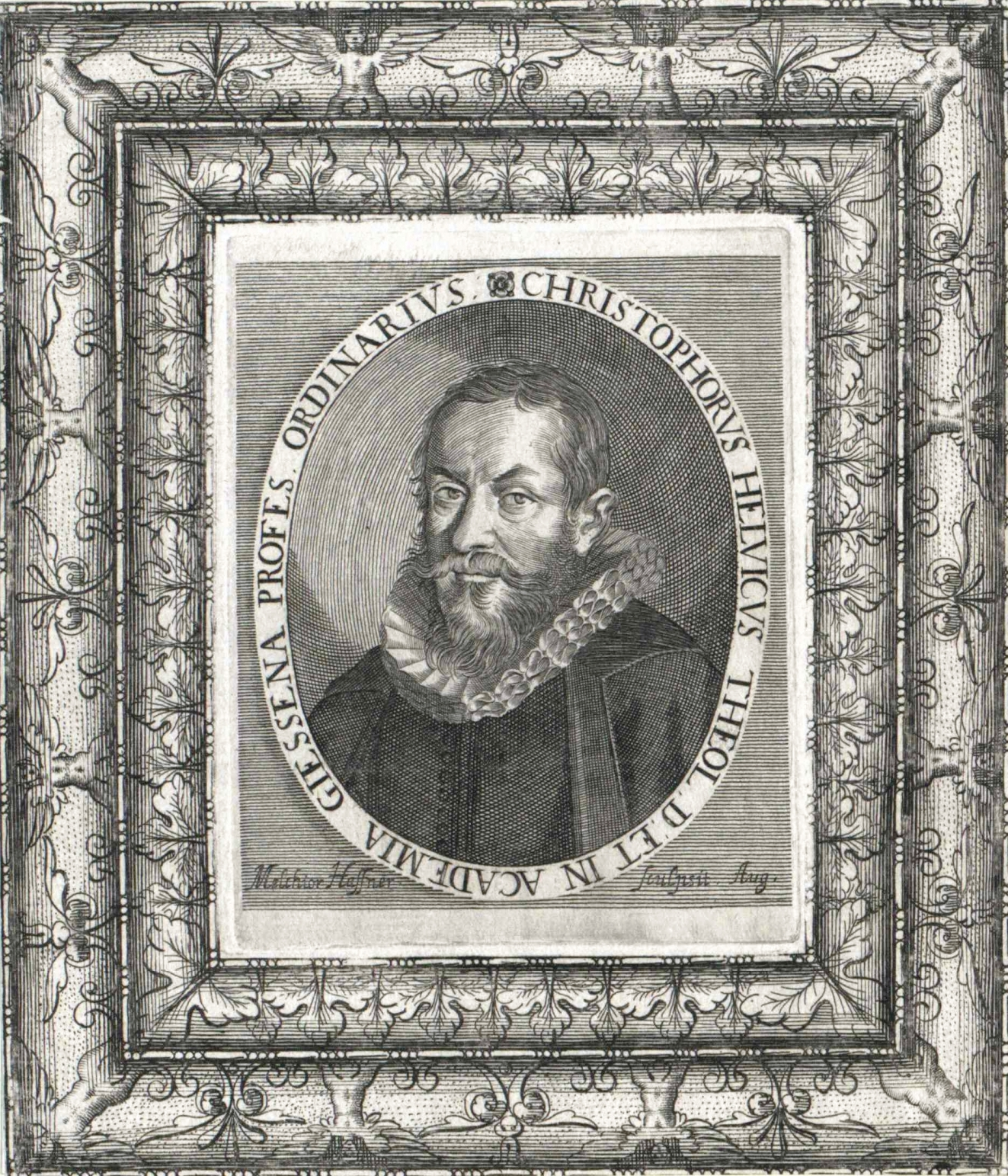
Christoph Helwig, Stich von Melchior Haffner

Christoph Helwig (auch Christopher Helwich, Christophorus Helvicus, Helwigius; * 26. Dezember 1581 in Sprendlingen bei Frankfurt am Main; † 10. September 1617 in Gießen) war ein deutscher Chronologe, Theologe, Historiker und Sprachwissenschaftler.
Zeitweilig arbeitete er mit seinem Schüler Joachim Jungius zusammen mit dem Reformdidaktiker Wolfgang Ratke.

## Leben
Als Sohn des Sprendlingener Pastors Christoph Helvicus studierte er an der Universität Marburg, wo er 1599 mit dem Magister artium abschloss. Seit 1605 war er am Gymnasium und danach an der Universität Gießen als Professor für Hebräisch und Griechisch tätig. 1610 heiratete er eine Tochter des Marburger Bürgermeisters Daniel Lüncker. 1612 veröffentlichte er im Auftrag der Stadt Frankfurt am Main zwölf Disputation gegen die Juden (Systema Controversiarum Theologicarum, Quae Christianis cum Judaeis intercedunt). Neben sprachwissenschaftlichen Schriften und Streitschriften gegen die Juden verfasste er auch seine Chronologien, die in ihrer Systematik Joseph Scaliger folgten. Er wird unter anderem von Sir Thomas Browne, und John Locke erwähnt. Das seinerzeit bekannteste Werk Helwigs: Theatrum historicum et chronologicum wurde noch im 18. Jahrhundert nachgedruckt. Seine Grammatica Universalis aus dem Jahr 1619 ist noch Gottfried Wilhelm Leibniz bekannt.
Für die Historiographie der germanistischen Sprachwissenschaft ist Helwigs 1619 posthum erschienene deutsche Version der Grammatica Univaersalis von Interesse. Die Allgemeine Sprachkunst ist eine der ersten – wenn nicht gar die erste – Grammatiken des Deutschen, die vollständig in deutscher Sprache verfasst wurde.